# Anja van Loon
Anja van Loon-van de Laar (28 april 1985) is een Nederlandse rallycoureur. Ze schreef in 2024 geschiedenis door als eerste met een vrouwenteam in een truck de Dakar-rally uit te rijden.

## Biografie
Anja en haar twee broers, Jan en Ben, zijn door hun vader, rallyrijder Fried van de Laar (ca. 1954–2020), met het racen opgegroeid en vormen derhalve een racefamilie. Anja is getrouwd met Erik van Loon met wie ze eveneens haar passie voor het rallyrijden deelt.
Van Loon reed haar eerste eigen rally's echter pas in 2022. Haar debuut was in de Drenthe Rally, waar ze met Lisette Bakker als partner de 29e plek behaalde. Dit debuut werd dat jaar vervolgd met een negental meer rally's die voor Van Loon vooral ter voorbereiding waren op het aankomende Dakar-rally. Daarvan was ze geen onbekende, want in voorgaande jaren nam ze aan deze rally deel met de servicetruck van Team van Laar. In januari 2023 maakte ze in de Dakar-rally haar debuut als coureur in de klasse Lightweight prototype T3. Ze had toen als navigator Dmytro Tsyro naast zich. Ze bereikten de finish van deze 'zwaarste woestijnrally ter wereld' met een verdienstelijke 14e plek in de T3 klasse.
Terwijl Van Loons debuutjaar in een buggy was, werd in diverse kranten gerapporteerd over haar voornemen om als eerste vrouw ooit een truck te racen in een Dakar-rally. Haar cabinegenoten zouden dan uitsluitend uit vrouwen gaan bestaan, ook een primeur, met Floor Maten als navigator en Suzanne Peek als monteur. In maart 2023 deed ze haar eerste training met dit team in een Iveco Powertruck op een militair terrein in het Poolse Zielona Gora. Ze had er als leermeester tweevoudig Dakar-winnaar Gerard de Rooy.
Eind april 2023 reed Van Loon namens Team de Rooy tijdens de Marocco Desert Challenge voor het eerst met een Iveco Powertruck in wedstrijdverband. Ze had haar broer Ben van de Laar als navigator naast zich om van hem de fijne kneepjes van het rally rijden met een truck aan te leren. Van het beoogde vrouwenteam deed Suzanne Peek als monteur mee, maar zij viel op de derde dag uit de race door oververhitting en werd voor de rest van de race vervangen door Bert. Van Loon en haar team sloot deze race af als derde in het truckklassement.
In goed overleg werd Peek daarna voor het geplande eerste vrouwentruckteam voor Dakar vervangen door Marije van Ettekoven, eveneens monteur.

## Resultaten
| Periode        | Rally                    | Klasse/voertuig           | Navigator                     | Monteur                 | Resultaat |
| -------------- | ------------------------ | ------------------------- | ----------------------------- | ----------------------- | --------- |
| maart 2022     | Drenthe Rally            | RC5 /                     | Lisette Bakker                | -                       | 29e       |
| april 2022     | Tunisia Desert Challenge | SVV / Can-Am Maverick X3  | Lisette Bakker                | -                       | 25e       |
| mei 2022       | ELE rally                | RC5 /                     | Lisette Bakker                | -                       | 27e       |
| juli 2022      | Baja Italy               | T3 /                      | Lisette Bakker                | -                       | 9e        |
| juli 2022      | Baja Aragon              | T3 / Can-Am Maverick X3   | Lisette Bakker                | -                       | 15e       |
| augustus 2022  | Rally van Kasterlee      | RC5 /                     | Martine van den Heuvel-Kolman | -                       | 40e       |
| september 2022 | Hellendoorn Rally        | RC5 /                     | Lisette Bakker                | -                       | 56e       |
| oktober 2022   | Rallye du Maroc          | T3 / Can-Am X3 Maverick   | Lisette Bakker                | -                       | 17e       |
| oktober 2022   | Andalucia Rally          | T3 / Can-Am Maverick X3   | Jan van de Laar               | -                       | 11e       |
| december 2022  | Baja Dubai               | Can-Am Maverick X3        | Dmytro Tsyro                  | -                       | 5e        |
| januari 2023   | Dakar-rally              | T3 / Can-Am Maverick XRS  | Dmytro Tsyro                  | -                       | 14e       |
| april 2023     | Marocco Desert Challenge | Trucks / Iveco Powertruck | Ben van de Laar               | Suzanne Peek resp. Bert | 3e        |
| oktober 2023   | Rallye du Maroc          | Trucks / Iveco Powertruck | Floor Maten                   | Marije van Ettekoven    | 5e        |
| januari 2024   | Dakar-rally              | Trucks / Iveco Powertruck | Floor Maten                   | Marije van Ettekoven    | 12e       |